# Liste des vicomtes puis ducs de Châtellerault
Pour les articles homonymes, voir Châtellerault (homonymie).
Cet article liste les vicomtes puis les ducs de Châtellerault.

## Historique
Le premier vicomte de Châtellerault, Airaud ou Adraldus, qui donne peut-être son nom au castrum (Castellum Adraldi) - attesté comme siège des vicomtes de Châtellerault seulement dans la seconde moitié du XIe siècle - meurt, semble-t-il, sans laisser de descendance. Il apparaît pour la dernière fois en 937.
La continuité de la succession de la vicomté n'est assurée qu'à partir du vicomte Airaud II dont la dernière descendante transmet le domaine à son époux Jean II d'Harcourt.
En 1482, la vicomté de Châtellerault est rattachée au domaine royal par Louis XI après la mort de Charles V d'Anjou. En 1487, le roi Charles VIII de France concède toutefois la vicomté à Jean d'Armagnac-Nemours, fils de Louise d'Anjou.
En février 1514, Châtellerault est érigé en duché-pairie pour François de Bourbon-Montpensier tué à la bataille de Marignan. Le duché-pairie est confisqué à son frère et héritier, le connétable Charles III de Bourbon, en 1521.

## Première maison
- v. 936/937-954 : Airaud Ier (?-954)
- 954-v. 960 : Acfred Ier (?-v. 960), fils du précédent
- v. 960-981 : Airaud II (?-981), fils du précédent ; épouse Gersende
- 981-995 : Acfred II (v. 930-995), fils des précédents ; épouse Béatrice
- 995-1014 : Boson Ier (ap. 930-1014), frère cadet d'Acfred II ; épouse Amélie de Château-Larcher 
  - 1014-1021 : Manassé de Chauvigny (av. 1004-ap. 1041), frère d'Isembert Ier (?-1047) évêque  de Poitiers (ap. 30 sept. 1023-ap. 1043) ; 2e époux d'Amélie, vicomte-baillistre pendant la minorité du fils aîné de Boson Ier
- v. 1021-1046 : Acfred III (ap. 975-?), fils aîné de Boson Ier et d'Amélie de Château-Larcher ; sans union ni postérité connues.

## Seconde maison
- 1046-1069/1070 : Hugues Ier (v. 1020-1069/1070), neveu du précédent, fils de Gersende[1] (av. 1000- ?) et de Foucaud de La Roche (av. 1000-ap. 1046) ; épouse Gerberge d'Angoulême (1022-v. 1070), fille d'Audouin II d'Angoulême
- 1070-1101 : Boson II (v. 1055-1101), fils des précédents ; épouse Aénor de Thouars (1055-1093)
- 1101-1151 : Aimeri Ier (1077-7 nov. 1151), fils des précédents, ; épouse Amauberge de L'Isle Bouchard (v. 1075-1151) dite Dangereuse ou la Maubergeonne
- 1151-1172 : Hugues II (v. 1110-1172), fils des précédents ; épouse en premières noces Aénor, puis en secondes noces Hèle (?-av. 1219), fille de Jean Ier d'Alençon. Sa sœur Aénor de Châtellerault est la mère d'Aliénor d'Aquitaine
- 1172-1188 : Guillaume (ap. 1150/av. 1160-1188), fils d'Aénor et d'Hugues II ; épouse Clémence de Morthemer (v. 1160-ap. 1190)
  - 1188-1190 : Joscelin (?-1190), seigneur de Monthoiron, second époux de Clémence de Morthemer, devient vicomte-baillistre pendant la minorité d'Hugues III. Joscelin décède au siège d'Acre en 1190.
  - 1190-1196 : Raoul de Morthemer, frère de Clémence, occupe la charge de baillistre sans celle de vicomte
- 1188-1203 : Hugues III (1183-1203), fils de Guillaume et de Clémence de Morthemer ; épouse vers 1199 Eustachie de Mauléon (1183-ap. 1244), fille de Raoul de Mauléon et sœur du célèbre Savary de Mauléon
- 1203/1221-1239 : Clémence (v. 1200-1239), fille des précédents ; épouse Geoffroy II de Lusignan qui fait hommage de la vicomté de Châtellerault en 1224. Sans postérité. Pendant la minorité de Clémence (de 1203 à 1221), trois régents (baillistres) se succèdent :
  - Hugues de Surgères (vicomte-baillistre de 1203 à 1212), frère utérin d'Hugues IX le Brun, seigneur de Lusignan et comte de la Marche et de Raoul Ier d'Exoudun, comte d'Eu, de la Maison de Lusignan
  - Raoul Ier d'Exoudun, comte d'Eu (vicomte-baillistre de 1212 à 1218), frère cadet de Hugues IX le Brun
  - Aimeri II de Châtellerault (vicomte-baillistre de 1218 à 1221), fils d'Hugues II de Châtellerault et d'Hèle d'Alençon, grand oncle de Clémence
- 1239-1242 : Aimeri II de Châtellerault (v. 1170-1242), fils de Hugues II et d'Hèle d'Alençon ; épouse Agathe de Dammartin (v. 1215-1268)
- 1242-1290 : Jean Ier (v. 1230/1239-1290), fils des précédents ; épouse Mathilde
- 1290-1315 : Jeanne (v. 1235-1315), sœur du précédent ; épouse en premières noces en 1259 Geoffroy Ier de Lusignan (v. 1223-1274), seigneur de Jarnac, puis avant 1280 Jean II d'Harcourt dit le Preux (v. 1240-1302). Leur descendance garde la vicomté.

## Maison d'Harcourt
- 1302-1329 : Jean III d'Harcourt
- 1329-1346 : Jean IV d'Harcourt
- 1346- 1356 : Jean V d'Harcourt
- 1356-1388 : Jean VI d'Harcourt
- 1388-1447 : Jean VII d'Harcourt cède la vicomté en 1447 à Charles IV du Maine
- 1382-1422 : Louis Ier d'Harcourt

## Maisons d'Anjou, d'Armagnac et de Bourbon
- 1447-1472 : Charles IV du Maine
- 1472-1481 : Charles V d'Anjou
- 1483/1491-1500 : Jean d'Armagnac-Nemours fils de Jacques d'Armagnac-Nemours et de Louise d'Anjou
- 1500-1504 : Charlotte d'Armagnac, sa sœur, épouse de Charles de Rohan-Gié, sans enfant ; elle vend la vicomté à Pierre II de Rohan Gié, mais Anne de France, fille de Louis XI (cousin germain de Charles V d'Anjou par sa mère Marie) et veuve de Pierre II de Bourbon, fait jouer le retrait comme plus proche parente de la famille d'Anjou-Valois.
- 1505-1514 : le connétable Charles III de Bourbon, époux de Suzanne de Bourbon, fille du duc Pierre II et d'Anne de Beaujeu
- 1514-1515 : François de Bourbon-Montpensier, frère puîné du connétable et fils de Gilbert de Montpensier ; la vicomté est érigée en duché par François Ier de France
- 1515-1521 : Charles III de Bourbon rétabli, puis à nouveau dépossédé en 1521.
- 1527-1530 : Louise de Savoie, mère de François Ier et nièce maternelle de Pierre II de Bourbon.

Le titre revient ensuite dans la Maison de Bourbon jusqu'en 1540, date à laquelle il est récupéré par la Maison de Valois.

## Maison Hamilton
En 1548, Henri II de France fait James Hamilton, 2e comte d'Arran, régent du royaume d'Écosse, duc de Châtellerault, en récompense du renouvellement de l'Auld Alliance. Le titre s'accompagne d'une pension de 12 000 livres. Mais Hamilton perd le duché lorsqu'il change d'alliance et bascule du côté protestant : le duché de Châtellerault est alors mis sous séquestre de 1559 à 1575, puis rattaché à la Couronne en 1575 à la mort d'Hamilton, aucune dévolution ne pouvant être envisagée par la monarchie française en faveur de son fils aîné et successeur, James Hamilton, 3e comte d'Arran, zélé partisan de John Knox.
La maison de Valois reprend le titre, puis le cède au profit de la maison de Bourbon-Montpensier à la fin de la dynastie de Valois. Le titre sera porté entre autres par Anne-Marie-Louise d'Orléans alias la Grande Mademoiselle, petite-fille d'Henri IV et héritière des Montpensier par sa mère Marie. Puis la maison de La Trémoille récupère le titre en 1730 (pour Anne-Charles-Frédéric de La Trémoïlle (v. 1711-1759), neveu du duc Charles-Belgique-Hollande, à l'occasion de son mariage avec Maria-Ludwika Jablonowska, fille de Jeanne-Marie de Béthune-Chabris-Selles et de Jean-Stanislas Jablonowski, maîtresse en 1748 du Jeune Prétendant Stuart : voir l'article Philippe de Béthune > Famille : Salbris).
En 1864, sous Napoléon III, le titre revient à la maison Hamilton, qui le conserve depuis. Mais la propriété de ce titre ducal honorifique, à défaut de la possession effective du duché de Châtellerault depuis bien longtemps envolée, fut l'objet de multiples contestations, revendications ou procès, soit à l'encontre de la Couronne de France (qui donc avait repris le titre ducal et le duché dès 1559/1575 alors que les Hamilton prétendaient les considérer comme irrévocables et perpétuels, car acquis lors de négociations diplomatiques d'Etat à Etat), soit à l'intérieur même de la famille Hamilton (partagée en plusieurs branches et divisée quant à la règle de succession du titre : agnatique, ou bien possible en lignée féminine ?).

## Sources
- Jacques Duguet, « Notes sur quelques vicomtes de Châtellerault », Bulletin de la Société des Antiquaires de l'ouest, 4è série, t. XVI, 1981, p. 261-270 [lire en ligne]
- Gabriel Fleury, « Notes critiques sur les barons du Sonnois, vicomtes de Châtellerault au XIIIe siècle » dans Revue historique et archéologique du Maine, t.  VII, Mamers-Le Mans, 1880, p. 85-98. [lire en ligne]
- Anaïs Lancelot, Les vicomtes de Châtellerault : une puissance discrète (XIIe – XIIIe siècles), Mémoire de Master 2 sous la direction de Martin Aurell, Université de Poitiers, 2 vol., 231 p., 2018.[lire en ligne]
- Jan Prell, « Onomastique, liens de parenté et pouvoir : Les vicomtes de Châtellerault et leurs parents au Xe siècle », Prosopon : The Journal of Prosopography, n° 1, 2006 [lire en ligne].